# Coffee megye (Alabama)
Coffee megye az Amerikai Egyesült Államokban, azon belül Alabama államban található. Megyeszékhelye Elba, legnagyobb városa Enterprise. Az állam délkeleti részén található Coffee megyében található a Fort Rucker katonai bázis és egy emlékmű amit a gyapottokmányos bogár nak készítettek. A megyét egy héttagú választott bizottság irányítja, és négy bejegyzett közösséget foglal magában. 
Lakosainak száma 53 465 fő (2020. április 1.). Coffee megye Pike, Geneva, Dale, Crenshaw és Covington megyékkel határos.

## Története

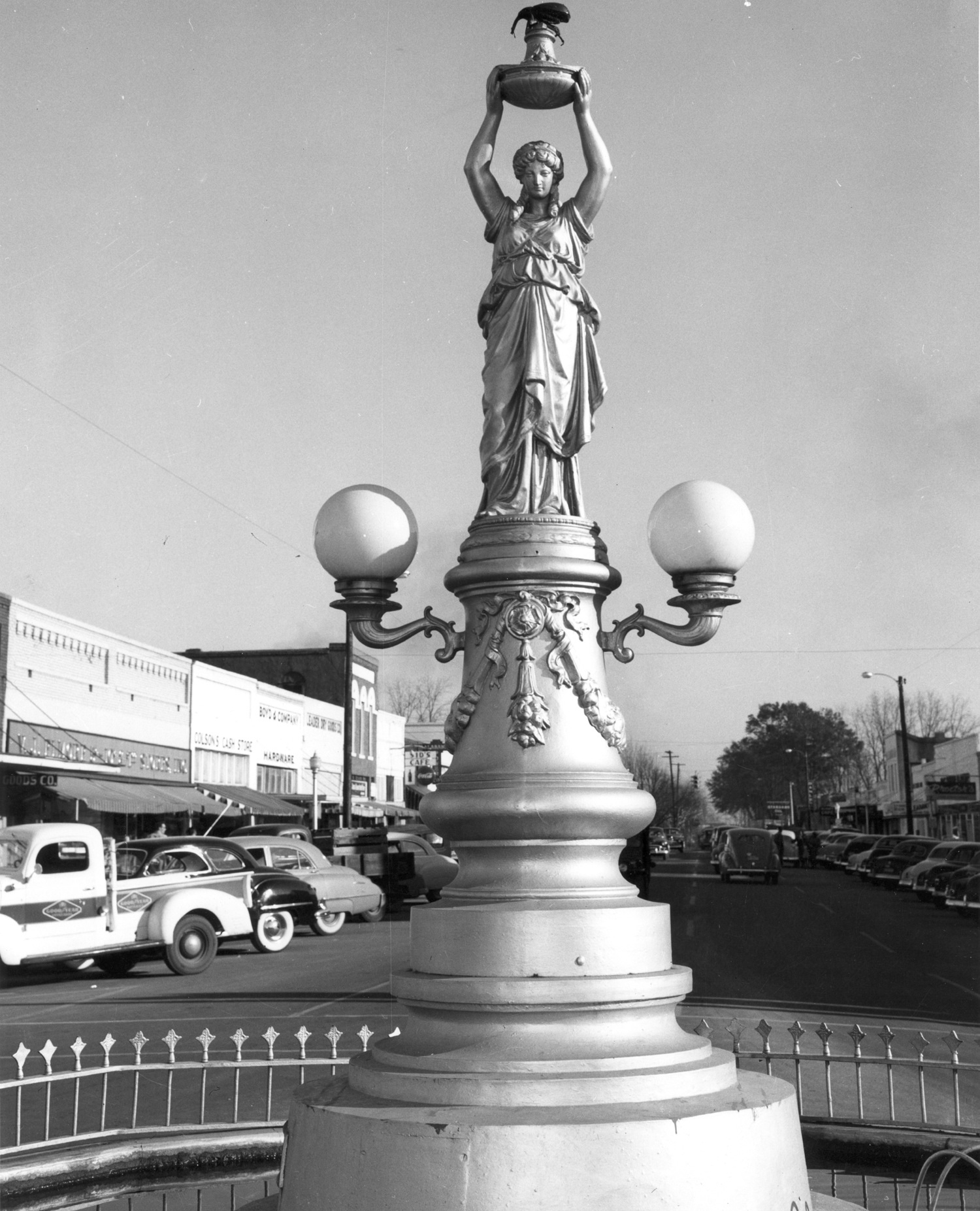
A gyapottokmányos bogár emlékműve

Coffee megyét 1841. december 29-én alapították, és John Coffee tábornokról nevezték el, aki az 1813–14-es Creek-háborúban harcolt. Eredetileg Dale megye része volt, 1868-ig Coffee megye határa Floridáig terjedt, amikor is a megye déli részét használták fel Genf megye kialakítására. Az első megyeszékhely Wellbornban volt, de később 1852-ben Elba ba költöztették. A tizenkilencedik században és a huszadik század elején Coffee megyében a gyapottermesztés és a hozzákapcsolódó ipar volt a fő bevételi forrás, de 1915-ben megjelent a zsizsik amely hatalmas csapást mért erre a területre, és 1916-ban minden termést elpusztított, ezért a gazdáknak más bevételi forrást kellett keresniük. Új termeszthető növény után kellett nézniük és a földimogyoróra esett a választás. 1919-ben Roscoe Fleming, egy kereskedő Enterprise városából emlékművet állított annak a kártevőnek az emlékére, amely arra kényszerítette a megyét, hogy új növényt keressen a gyapot helyet és így sikereket érjen el a gazdálkodásban. A gyapottokmányos bogár-emlékmű az egyetlen ismert, kártevőnek állított emlékmű. 1936-ban a szövetségi kormány 32 000 hektárnyi földet vásárolt Coffee megye keleti határán, amely területen vadrezervátumot szerettek volna létrehozni. A Bearfarm néven ismert területet 1942 januárjában a hadügyminisztériumnak adták át, hogy itt képezzék ki a második világháború idején a katonákat. Az Edmund Rucker konföderációs ezredesről Camp Rucker névre keresztelt kiképzőbázis 1955-ben Fort Rucker nevet kapta. A bázis későbbiekben az Army Air Corp főhadiszállása lett. A légierő helikopterpilótáit 1971 óta képezik ki a bázison. Fort Rucker bázis Houston, Dale és Genf megyékbe is átnyúlik. 2007 márciusában egy tornádó elpusztította az Enterprise High Schoolt, és nyolc diákot megölt.

## Népesség
A 2020-as népszámlálási becslések szerint Coffee megye lakossága 52 238 fő volt a következő eloszlás szerint.
| Rassz            | lélekszám | százalék | rangsor az állam 67 megyéje közül |
| ---------------- | --------- | -------- | --------------------------------- |
| Teljes           | 53465 fő  | 1        | 26                                |
| Fehér            | 35759 fő  | 66,9     | 35                                |
| Afroamerikai     | 8643 fő   | 16,2     | 41                                |
| Spanyol          | 4887 fő   | 9,1      | 7                                 |
| Több rasszú      | 2627 fő   | 4,9      | 4                                 |
| Ázsiai           | 892 fő    | 1,7      | 9                                 |
| Őslakos és egyéb | 657 fő    | 1,2      | 7                                 |

A megyeszékhelynek, Elbának 3874 lakosa volt.
 A megye további lakossági központjai közé tartozik Enterprise, New Brockton és Kinston.
A háztartások medián jövedelme 56 799 dollár volt, szemben az állam egészére vonatkozó 52 035 dollárral, az egy főre jutó jövedelem pedig 27 912 dollár volt, szemben az állam egészének 28 934 dollárjával.
A megye népességének változása:
| Lakosok száma | 50 182 | 50 503 | 51 276 | 50 938 | 51 211 | 53 465 |
|               | 2010   | 2011   | 2012   | 2013   | 2015   | 2020   |

## Gazdaság
Coffee megyében a gyapot volt a fő bevételi forrás rendelkezett a tizenkilencedik és a huszadik század elején. Sok gazda sertést és szarvasmarhát tenyésztett. 1915-ben a zsizsik megérkezett  és ez jelentős változást hozott Coffee megye gazdaságában. Abban az évben a zsizsik a termés több mint 60 százalékát elpusztította. A következő évben gyakorlatilag a teljes gyapottermés megsemmisült. A Coffee megye gazdái tehát kénytelenek voltak más alapvető termény után nézni, és a földimogyoróra esett a választásuk. 1917-ben a megyei gazdák termesztették a legtöbb mogyorót az államban, és a földimogyoró továbbra is a megye legfontosabb terménye. 1911-ben Elba városában létrehozták a Dorsey Trailers nevű céget, amely vontatófelszereléseket, gépi pótkocsikat, teherautó-karosszériákat gyártott. A huszadik század nagy részében Elba fő munkáltatója, a Dorsey Trailers volt, de 2000 novemberében bezárt. A második világháború alatt épült Fort Rucker szintén jelentős munkaadó.

## Foglalkoztatás
A 2020-as népszámlálási becslések szerint Coffe megyében a munkaerő a következő ipari kategóriák között oszlik meg:
- Oktatási szolgáltatások, valamint egészségügyi és szociális segélyezés (23,7 százalék)
- Kiskereskedelem (12,2 százalék)
- Feldolgozóipar (11,3 százalék)
- Közigazgatás (9,2 százalék)
- Közlekedés és raktározás, közműszolgáltatás (9,2 százalék)
- Szakmai, tudományos, gazdálkodási, valamint adminisztratív és hulladékgazdálkodási szolgáltatások (7,5 százalék)
- Művészet, szórakoztatás, rekreáció, valamint szálláshely és vendéglátás (7,1 százalék)
- Egyéb szolgáltatások, kivéve a közigazgatást (5,2 százalék)
- Építőipar (4,8 százalék)
- Pénzügy és biztosítás, valamint ingatlanügyletek, bérbeadás és lízing (3,7 százalék)
- Mezőgazdaság, erdőgazdálkodás, halászat és vadászat, *kitermelő (3,3 százalék)
- Nagykereskedelem (2,0 százalék)
- Információ (0,9 százalék)

## Földrajz
Az 1762 négyzetkilométer területű Coffee megye az állam déli részén fekszik, Coastal Plain szakaszán. A Pea folyó, a Choctawhatchee folyó legnagyobb mellékfolyója, északról délre halad a megye központjában. A Pea folyó több kisebb mellékfolyója, köztük a Double Bridges, a Tight Eye, a Beaverdam, a Whitewater, a Big és a Steep Head patakok folnak a területén. A megye déli felében kelet-nyugati irányban haladó Interstate 84 autópálya a fő közlekedési útvonal. A Carl Folsom repülőtér és az Enterprise Municipal Airport a megye repülőterei.

## Oktatás
A Coffee megyében négy iskola található. Ezenkívül Elbában  három és Enterprise városában további 10 iskola van. Az Enterprise State Community College egy kétéves állami koedukációs intézmény, amelynek székhelye az Enterprise városában található.

## Események és érdekes helyek
A Pea folyó ideális horgászathoz, és Dél-Alabama egyik legjobb kenu területe. Enterprise városa minden tavasszal ad otthont a Piney Woods-i művészeti fesztiválnak, amely helyi művészettel, ételekkel és élő szórakoztató műsorokkal várja a vendégeket. Az eseményt a Coffee County Arts Alliance felügyeli. A látogatók megtekinthetik a megye történetét bemutató kiállításokat az Enterprise Depot Múzeumban, amely a Pea River Történelmi és Genealógiai Társaságnak is otthont ad.